# Heinz Lesaar
Heinz Lesaar (* 6. September 1930 in Wuppertal-Elberfeld; † 28. Dezember 2004 in Düsseldorf) war ein deutscher Chemiker. 

## Leben
Nach dem Zweiten Weltkrieg wuchs Lesaar in Münster auf und absolvierte dort das Abitur am Ratsgymnasium. Im Anschluss studierte er Chemie an der Universität Münster. Nach dem Diplom 1959 wurde er 1963 mit einer Arbeit über Absorptionsspektroskopische Untersuchungen an Gasen und Lösungen von Niobchloriden bei Harald Schäfer zum Dr. rer. nat. promoviert.
Heinz Lesaar war von 1959 bis 1969 an der Universität Münster als Wissenschaftlicher Assistent tätig. 1969 wechselte er als Dozent an die Pädagogische Hochschule Rheinland in Neuss. Von 1973 bis zu seiner Emeritierung 1995 war er an der Rheinischen Friedrich-Wilhelm-Universität Bonn als ordentlicher Professor für Chemie und ihre Didaktik zunächst an der Pädagogischen Fakultät, später an der Landwirtschaftlichen Fakultät tätig. Heinz Lesaar nahm Lehraufträge an den Pädagogischen Hochschulen Rheinland in Wuppertal (1968–1969), an der Pädagogischen Hochschule Rheinland in Neuss (1973–1979) sowie an der Universität Aachen (1976–1978) und an der Universität Köln (1991) wahr.
Sein vielfältiges wissenschaftliches Werk reicht von Anorganischer und Physikalischer Chemie bis hin zu zahlreichen Publikationen zum Sachunterricht in der Grundschule. Als früher Fachdidaktiker im Fach Chemie in Nordrhein-Westfalen förderte er die Ausbildung von Chemielehrerinnen und -lehrern gefördert und trug diese Ausbildung mit, ebenso die Einrichtung des Instituts für Lebensmitteltechnologie und zahlreiche Studiengänge der Landwirtschaftlichen Fakultät.
Heinz Lesaar war seit 1968 mit Sigrid Lesaar, geb. Halbach, verheiratet und hatte einen Sohn.